# UFC Fight Night: Minotauro vs. Nelson
UFC Fight Night: Nogueira vs. Nelson è stato un evento di arti marziali miste tenuto dalla Ultimate Fighting Championship l'11 aprile 2014 alla du Arena sull'isola Yas di Abu Dhabi, Emirati Arabi Uniti.

## Retroscena
Si tratta del secondo evento organizzato dall'UFC negli Emirati Arabi Uniti dopo UFC 112: Invincible del 2010, anch'esso ospitato sull'isola Yas di Abu Dhabi.

## Risultati
|                  | Divisione       |                 |                 |                          | Metodo                                      | Round           | Tempo           | Premio          |
| Card principale  | Card principale | Card principale | Card principale | Card principale          | Card principale                             | Card principale | Card principale | Card principale |
| ---------------- | --------------- | --------------- | --------------- | ------------------------ | ------------------------------------------- | --------------- | --------------- | --------------- |
|                  | Pesi Massimi    | Roy Nelson      | batte           | Antônio Rodrigo Nogueira | KO (pugno)                                  | 1               | 3:37            | POTN            |
|                  | Pesi Piuma      | Clay Guida      | batte           | Tatsuya Kawajiri         | Decisione unanime (30-27, 30-27, 30-27)     | 3               | 5:00            | FOTN            |
|                  | Pesi Welter     | Ryan LaFlare    | batte           | John Howard              | Decisione unanime (29-28, 29-28, 29-28)     | 3               | 5:00            |                 |
|                  | Pesi Leggeri    | Ramsey Nijem    | batte           | Beneil Dariush           | KO Tecnico (pugni)                          | 1               | 4:20            | POTN            |
| Card preliminare |                 |                 |                 |                          |                                             |                 |                 |                 |
|                  | Pesi Massimi    | Jared Rosholt   | batte           | Daniel Omielańczuk       | Decisione unanime (30-27, 30-26, 30-27)     | 3               | 5:00            |                 |
|                  | Pesi Medi       | Thales Leites   | batte           | Trevor Smith             | KO Tecnico (pugni)                          | 1               | 0:45            |                 |
|                  | Pesi Piuma      | Jim Alers       | batte           | Alan Omer                | Decisione non unanime (29-28, 28-29, 29-28) | 3               | 5:00            |                 |
|                  | Pesi Gallo      | Rani Yahya      | NC              | Johnny Bedford           | No Contest (testata involontaria)           | 1               | 0:39            |                 |

## Premi
I lottatori premiati ricevettero un bonus di 50.000 dollari.
Legenda:
- FOTN: Fight of the Night (vengono premiati entrambi gli atleti per il miglior incontro dell'evento)
- POTN: Performance of the Night (viene premiato il vincitore per la migliore performance dell'evento)

## Incontri annullati
|  | Divisione  |                  |        |              | Motivo                      |
|  | ---------- | ---------------- | ------ | ------------ | --------------------------- |
|  | Pesi Medi  | Chris Camozzi    | contro | Andrew Craig | Craig affetto da tonsillite |
|  | Pesi Mosca | Alptekin Özkiliç | contro | Dustin Ortiz | Özkiliç infortunato         |